# Final girl

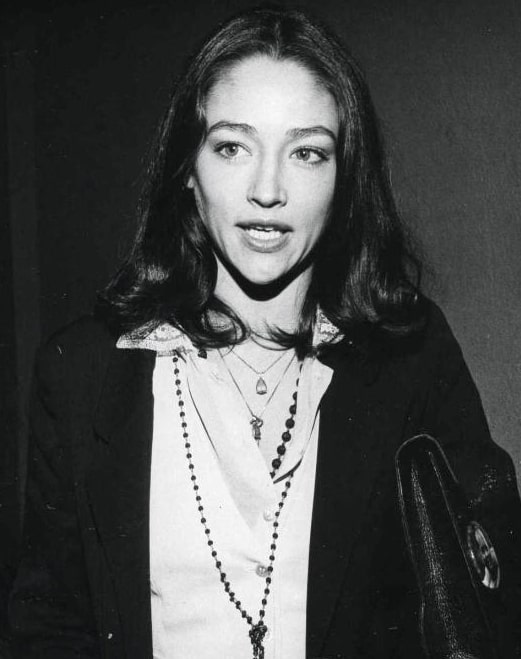
Olivia Hussey retratou Jess Bradford em Black Christmas (1974), um dos primeiros exemplos de uma final girl

A final girl ou "survivor girl" é um tropo em filmes de terror (principalmente filmes slasher). Ele refere-se a última mulher viva para enfrentar o assassino, que sobrevive para contar a história. A final girl foi observada em muitos filmes, incluindo Psycho, The Texas Chain Saw Massacre, Halloween, Alien, Sexta-Feira 13, A Nightmare on Elm Street e Scream. O termo "final girl" foi cunhado por Carol J. Clover em seu livro de 1992, Men, Women, and Chainsaws: Gender in the Modern Horror Film. Clover sugeriu que, nesses filmes, o espectador começa compartilhando a perspectiva do assassino, mas experimenta uma mudança na identificação com a final girl no meio do filme.

## Uso do termo
O significado original de "final girl", conforme descrito por Clover em 1992, é bastante estreito. Clover estudou filmes slashers das décadas de 1970 e 1980 (que é considerada a era de ouro do gênero) e definiu a final girl como uma mulher que é a única sobrevivente do grupo de pessoas (geralmente jovens) que são perseguidos por um  vilão, e quem consegue um confronto final com o vilão (se ela o mata ou é salva no último minuto por outra pessoa, como um policial), e que tem tal "privilégio" por causa de sua superioridade moral implícita (por exemplo, ela é a única que recusa sexo, drogas ou outros comportamentos semelhantes, ao contrário de seus amigos).

## Conceito tropo
Um enredo comum em muitos filmes de terror é aquele em que várias vítimas são mortas uma a uma por um assassino em meio ao terror crescente, culminando em um clímax em que o último membro sobrevivente do grupo, geralmente uma mulher, vence o assassino ou escapa.
O tropo da final girl evoluiu ao longo dos anos, desde as primeiras garotas finais, na maioria das vezes donzelas em apuros, muitas vezes salvas por um homem forte (como um policial ou um estranho heróico), até garotas finais mais modernas que têm maior probabilidade de sobreviver devido às suas próprias habilidades. Segundo a definição de Clover, Lila Crane de Psycho (1960) é um exemplo de sobrevivente feminina e não de final girl, por sua falta de pureza moral, que é salva por um homem (Sam Loomis, não confundir com o personagem de Halloween de mesmo nome) no final do filme. Laurie Strode de Halloween (1978) é uma final girl, mas que é salva por outra pessoa (também chamado Sam Loomis).
Com base nisso, Tony Williams argumenta que, embora as heroínas dos filmes de terror dos anos 1980 fossem mais progressistas do que as das décadas anteriores, a mudança de gênero é feita de forma conservadora e a convenção de final girl não pode ser considerada progressiva "sem uma investigação mais aprofundada". Além disso, em muitos slashers, a vitória da final girl costuma ser ambígua ou apenas aparente. O fato de ela ainda estar viva no final do filme não faz dela uma heroína vitoriosa. Em muitos desses filmes, o final é ambíguo, onde o assassino/entidade está ou pode estar vivo, deixando os espectadores incertos sobre o futuro da garota final (um exemplo notável é Jess Bradford em Black Christmas de 1974). Os telespectadores esperam por uma isca de despedida ou sequela e sentem que ficaram com uma aparente vitória.Tony Williams também dá vários exemplos de final girls nas heroínas da série Sexta-Feira 13, como Chris Higgins da Parte III. Ele observa que ela não conclui o filme totalmente vitoriosa e fica catatônica no final do filme. Williams também observa que Friday the 13th: The Final Chapter não tem uma final girl, apesar de Trish Jarvis ter sobrevivido no final. Além disso, Williams observa que as final girls geralmente sobrevivem, mas na sequência são mortas ou institucionalizadas. Um exemplo notável é Alice Hardy, que sobrevive em Sexta-Feira 13 (1980) apenas para ser morta no início de Sexta-Feira 13 - Parte 2 (1981). Derek Soles argumenta que o destino trágico dessas final girls representa uma expressão da sociedade patriarcal, onde mulheres independentes e capazes devem ser contidas ou destruídas. Em filmes mais recentes, isso começou a mudar, com a final girl não estando mais sempre condenada, um exemplo notável sendo a série Scream.
De acordo com Clover, a final girl em muitos filmes compartilha características comuns: ela normalmente não está disponível sexualmente ou é virginal e evita os vícios das vítimas, como o uso de drogas ilegais. Ela às vezes tem um nome unissex como Avery, Chris ou Sidney. Ocasionalmente, a final girl terá uma história compartilhada com o assassino. A final girl é a "consciência investigadora" do filme, levando a narrativa adiante e, como tal, exibe inteligência, curiosidade e vigilância. Outro tropo de slashers (particularmente na década de 1980) é "morte por sexo", onde as cenas de sexo são logo seguidas de violência, com os participantes sendo assassinados de maneiras horríveis. Filmes de terror mais recentes desafiam mais esses tropos. Buffy Summers em Buffy the Vampire Slayer, nas palavras de Jes Battis, "subverte" o último tropo feminino dos filmes de terror de nível B. Jason Middleton observa que embora Buffy desempenhe o papel de matadora de monstros da final girl, ela é o oposto da descrição de Clover de uma final girl em muitos aspectos. Buffy é uma líder de torcida, uma "loira linda" com nome próprio feminino, e "consegue fazer sexo com garotos e ainda matar o monstro".
Uma das premissas básicas da teoria de Clover é que a identificação do público é instável e fluida nas linhas de gênero, particularmente no caso do filme de terror. Durante o confronto da final girl com o assassino, Clover argumenta, ela se masculiniza por meio da "apropriação fálica" ao pegar uma arma, como uma faca ou serra elétrica, contra o assassino. O fenômeno do público masculino ter que se identificar com uma jovem personagem feminina em um gênero ostensivamente masculino, geralmente associado ao voyeurismo sádico, levanta questões interessantes sobre a natureza dos filmes de terror e sua relação com o feminismo. Clover argumenta que, para um filme ter sucesso, é necessário que esse personagem sobrevivente seja uma mulher, porque ela deve experimentar um terror abjeto, e muitos espectadores rejeitariam um filme que mostrasse um terror abjeto por parte de um homem. O terror tem um propósito, pois a fêmea, se sobreviver, é "purificada" de características indesejáveis, como a busca incansável do prazer pessoal.

## Personagens notáveis

### Década de 1970

#### Mari Collingwood
Enquanto a personagem Mari Collingwood na versão original de 1972 do filme The Last House on the Left foi vista principalmente como uma vítima, o remake de 2009 do filme retrata a personagem de Collingwood como mais alinhada com o arquétipo da "final girl". Em Rape-Revenge Films: A Critical Study, Alexandra Heller-Nicholas observa que a versão de 2009 do personagem manifesta traços do tropo.

#### Diane Adams
Um exemplo pioneiro do tropo da "final girl" ocorre em Silent Night, Bloody Night (1972), cuja principal protagonista e narradora Diane Adams, interpretada por Mary Woronov, foi citada por vários comentaristas como exibindo as características de uma "final girl", com Rosie Knight de WomenWriteAboutComics até mesmo postulando que ela é indiscutivelmente o primeiro exemplo documentável desse tipo de personagem. Por outro lado, em sua própria crítica do filme, Rebecca McCallum, do Attack from Planet B, afirma que o filme "segue a apresentação mais típica da mulher histérica ou amante submissa, em oposição ao clichê da final girl, que seria consolidado em Sally Hardesty, de The Texas Chainsaw Massacre, de Tobe Hooper".

#### Jess Bradford
Um dos primeiros exemplos de uma "final girl" pode ser encontrado no filme Black Christmas (1974), onde Jess Bradford, interpretada por Olivia Hussey, é uma personagem bem desenvolvida que se recusa a recuar contra uma série de antagonistas masculinos mais ou menos letais.

#### Sally Hardesty
Sally Hardesty de The Texas Chainsaw Massacre (1974), criada por Tobe Hooper e interpretada por Marilyn Burns, foi considerada um dos primeiros exemplos do tropo final girl.

#### Laurie Strode

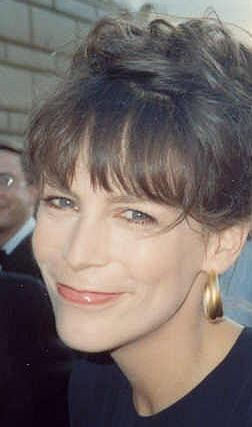
Jamie Lee Curtis, que interpretou Laurie Strode em sete filmes da franquia Halloween.

De acordo com Clover, Laurie Strode (de Halloween, Halloween II, Halloween H20: 20 Years Later, Halloween Resurrection, Halloween (2018), Halloween Kills e Halloween Ends) é outro exemplo de final girl. Tony Williams observa que a imagem de Clover de final girls supostamente progressivas nunca são totalmente vitoriosas no ponto culminante de um filme, nem conseguem evitar a ordem masculina das coisas, como Clover argumenta. Ele apresenta Strode como um exemplo disso. Ela é resgatada por um personagem masculino, Dr. Samuel Loomis, no final de Halloween.

#### Ellen Ripley

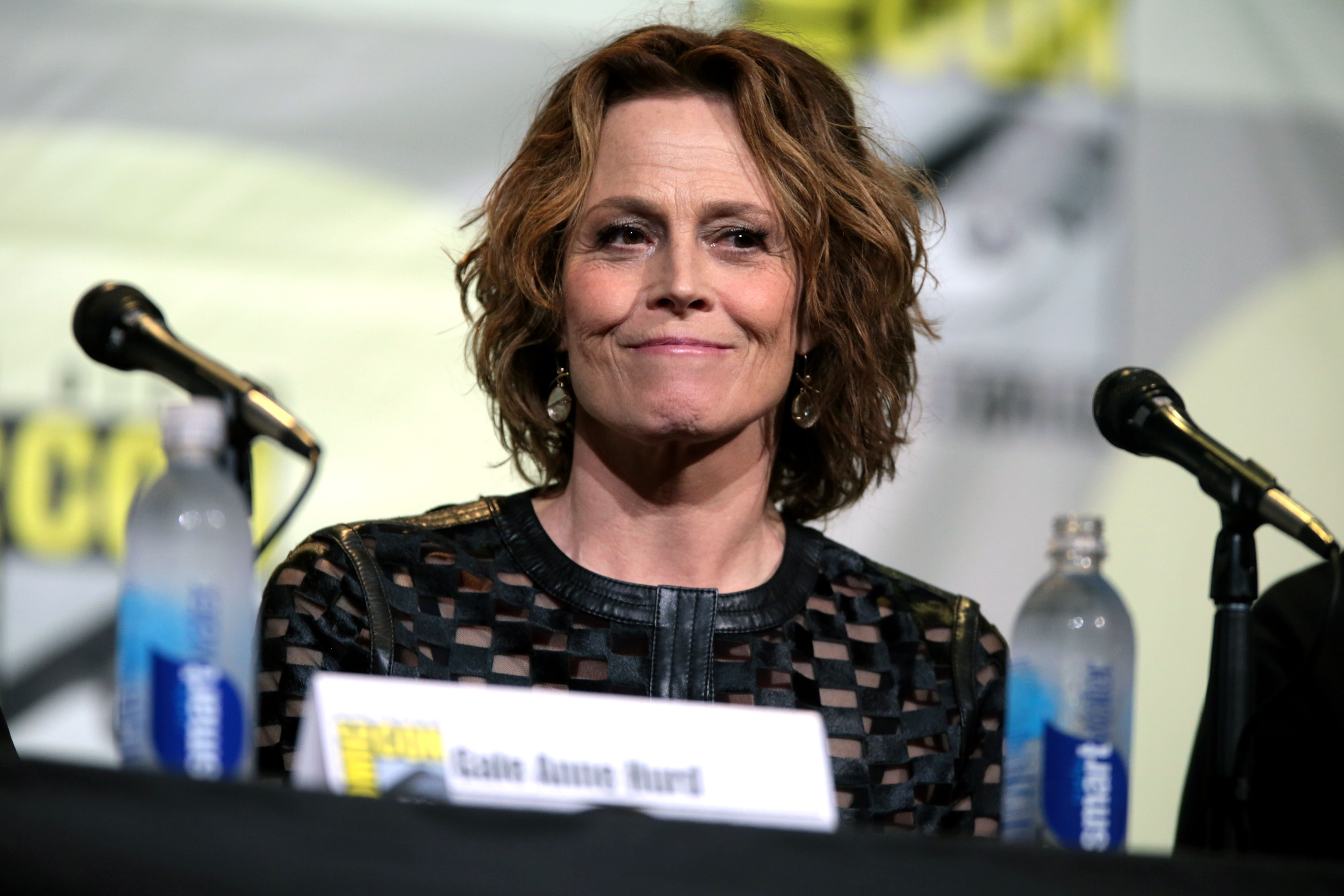
Sigourney Weaver, que interpretou Ellen Ripley.

Antes do lançamento de Alien 3, Clover identificou Ellen Ripley da franquia Alien como uma final girl. Elizabeth Ezra continua esta análise para Alien Resurrection, argumentando que, por definição, Ripley e Annalee Call devem ser final girls, e que Call é a "próxima geração de final girl de Clover". Na visão de Ezra, Call exibe características que se encaixam na definição de Clover de uma final girl, ou seja, que ela é infantil, com um corte de cabelo curto de estilo masculino e que ela é caracterizada por (nas palavras de Clover) "esperteza, gravidade, competência em mecânica e outros assuntos práticos e relutância sexual" sendo uma mecânica de navio que rejeita os avanços sexuais feitos por personagens masculinos no navio. No entanto, Ezra observa que Call se encaixa na descrição de forma imperfeita, pois ela é uma ginoide, não um ser humano.
Christine Cornea contesta a ideia de que Ripley é uma final girl, contrastando a análise de Clover sobre a personagem com a de Barbara Creed, que apresenta Ripley como "o rosto reconfortante da feminilidade". Cornea não aceita as opiniões de Clover ou Creed sobre Ripley. Embora ela aceite a tese geral de Clover sobre a convenção de final girl, ela argumenta que Ripley não segue as convenções do filme slasher, já que Alien segue as diferentes convenções do gênero de filme de ficção científica. Em particular, não há em Alien, como há no gênero slasher, da pureza e abstinência sexual da personagem em relação às demais personagens (que seriam, de acordo com a convenção final girl, mortas pelo monstro do filme” devido a esta). O gênero de ficção científica que Alien habita, de acordo com Cornea, simplesmente carece desse tipo de tema sexual em primeiro lugar, já que não tem lugar nesses formatos "tradicionais" de ficção científica. Além disso, a professora Brenda M. Boyle argumenta que em Alien Resurrection, Ripley cruzou a linha entre humano e monstro. Esse conflito de identidade pode comprometer ainda mais seu status como uma final girl além de Alien 3.

#### Sue Snell
No filme de 1976 de Brian De Palma baseado no romance de Stephen King de 1974, Carrie, Sue Snell (interpretada por Amy Irving) é a única sobrevivente da explosão telecinética de destruição de Carrie White em um baile de formatura.

### Década de 1980

#### Ginny Field
A personagem Ginny Field (de Sexta-Feira 13 - Parte 2) costuma ser vista como um exemplo do tropo. Em The Dread of Difference: Gender and the Horror Film, Barry Keith Grant afirmou que, "Ginny adota temporariamente o papel autoritário da Sra. Voorhees para sobreviver. Embora as circunstâncias exijam isso, ela claramente usa a estratégia de seu inimigo para se tornar uma mãe fálica. Essa postura realmente questiona a imagem positiva de Final Girl." Ele então a chamou de "não vitoriosa" quando ela chamou pelo namorado no final do filme dizendo que foi feito de "maneira não independente". John Kenneth Muir faz referência a Ginny em Horror Films of the 1980s, Volume 1, dizendo "Amy Steel é apresentada como Ginny, nossa final girl e heroína, e a única pessoa que parece ter uma noção do perigo próximo. Ela é mais engenhosa do que Alice e quase supera até Laurie Strode durante o final tenso do filme, em que ela se veste descaradamente como a mãe morta de Jason e começa a latir ordens para o confuso serial killer. Em Blood Money: A History of the First Teen Slasher Film Cycle, Richard Nowell disse: "A mudança na caracterização das protagonistas femininas também foi alardeada durante a entrada autoconfiante de Ginny (Amy Steel) em Sexta-Feira 13 Parte II. Onde os criadores de seu antecessor apresentou Alice enquanto ela preparava cabines enquanto vestia jeans e uma camisa disforme de lenhador, a liderança convencionalmente atraente da sequência é estabelecida imediatamente como uma combinação de traços masculinos com atributos femininos." Ginny sai de um VW bug surrado com uma saia fúcsia esvoaçante e uma camiseta decotada." A adoção por Ginny da própria estratégia do monstro, na Parte II, questiona se a imagem de final girl é de fato totalmente positiva.

#### Nancy Thompson
A personagem Nancy Thompson (de A Nightmare on Elm Street e A Nightmare on Elm Street 3: Dream Warriors) costuma ser considerada uma das heroínas de filmes de terror mais influentes. Em seu livro Horror films of the 1980s, John Kenneth Muir faz referência a Nancy Thompson.

### Década de 1990

#### Sidney Prescott
A personagem Sidney Prescott (dos filmes Scream) é amplamente reconhecida como uma das heroínas mais icônicas e populares do cinema de terror. Ana Horvat descreve Sidney Prescott como "incorporando as características mais importantes da Final Girl".

#### Gale Weathers
A personagem de Gale Weathers (também dos filmes Scream) é reconhecida como “um dos arcos de personagens mais seminais da história do cinema de terror”. Frequentemente citada como um contraponto a protagonista Sidney Prescott, o desenvolvimento de sua personagem ao longo da série levou muitos críticos a reconhecê-la como uma final girl proeminente também.

### Década de 2010

#### Dana Polk
Personagens do filme de terror de 2011 The Cabin in the Woods discutem explicitamente o papel de Dana como a final girl após um ataque de zumbis contra ela e seus amigos. Como parte de um ritual de sacrifício humano que espelha várias tradições de filmes de terror e requer a morte de cinco arquétipos de filmes de terror: "a prostituta", "o atleta", "o estudioso", "o tolo" e "a virgem", o equivalente à final girl que pode morrer por último ou sobreviver.

#### Mia Allen
Do remake de terror de 2013 Evil Dead. Toda a provação de Mia é mais do que devastadora, e o fato de ela sobreviver é incrível. Ela começa como uma viciada problemática, passa por abstinência, literalmente vai para o Inferno e volta, perde seu irmão e amigos e se transforma em uma final girl durona. Além disso, o fato de que a Abominação aparece como um duplo maligno de Mia pode ser visto como uma metáfora para Mia superar seu vício em drogas e ganhar o controle. Ela enfrenta seu demônio interior tanto literal quanto figurativamente e o conquista.

#### Victoria Heyes
Heyes, do filme de terror de 2016, Terrifier, foi observada por alguns críticos como uma representação mais sombria do arquétipo de "final girl". Tendo enlouquecido pelos eventos do filme, Heyes se torna uma assassina. Uma análise de Brendan D. descreve Victoria como um reflexo dea arte—"Nossa final girl mais recente é Victoria do Terrifier, e o que a torna tão única é seu status de pós-final girl. A maioria das final girls aparece na sequência ou na situação seguinte como um guia capaz para o próximo grupo de bucha de canhão para demonstrar o retorno do vilão. Em vez disso, o trauma corrompe Victoria; ela se torna monstruosa como Art, com uma aparência desfigurada; e a brutalidade de uma morte ao vivo quando um apresentador de talk show zombou ela. Ela não é uma heroína, mas um reflexo sombrio das atrocidades que Art the Clown cometeu, digno de ridículo e ódio."

#### Tree Gelbman
John Squires do Bloody Disgusting descreveu Tree Gelbman de Happy Death Day como um exemplo moderno do tropo e a contrasta com Alice Hardy de Sexta-Feira 13.

### Década de 2020

#### Maxine Minx
A personagem Maxine Minx (dos filmes X), consegue escapar sozinha da fazenda onde ela e seus amigos sofreram horrores sob o comando do casal de idosos durante a noite. Tentando ignorar sua própria semelhança com Pearl - a idosa proprietária da fazenda - desejando ser uma estrela, Maxine mata Pearl e sai dirigindo da fazenda. ScreenRant diz que "À medida que seus amigos são mortos de maneiras cada vez mais criativas, Maxine surge como a Final Girl do filme."

#### Samantha Carpenter
Sendo a filha distante do falecido Billy Loomis, Samantha Carpenter (de Scream (2022)) torna-se o novo alvo da nova geração de assassinos Ghostface. Ao longo do filme, é revelado que ela foi assombrada pelo passado de seu pai e luta com o legado que ele deixou para trás. Sua sobrevivência e eventual triunfo sobre os assassinos subverte ainda mais o tropo tradicional da Final Girl, já que ela não é apresentada como uma personagem puramente inocente ou virginal. Em vez disso, ela é uma "indivíduo imperfeito e complexo que é capaz de usar seu trauma passado e força interior para superar os assassinos".

#### Sienna Shaw
Sienna é a principal protagonista do filme de terror de 2022 Terrifier 2. Sua personagem foi projetada para ser o equivalente bom ao mal de Art o Palhaço, até mesmo no design de seu traje posterior; uma guerreira anjo no estilo Valkyrie. Ao contrário de Vicky, Sienna é mais corajosa e heróica e ela representa ativamente uma ameaça a Art, sendo até agora a única pessoa na franquia a matá-lo.